# 保罗·麦克纳利
保罗·麦克纳利（Paul A. McNally，1890年10月15日—1955年3月4日）是一位美国天文学家、科学家和耶稣会教士，也是乔治城大学医学院院长。

## 早年生活
麦克纳利出生于1890年10月15日，是一位土生土长的宾夕法尼亚州费城人，其父母查尔斯·麦克纳利和玛莎（塔利）共生育了七个孩子。他曾就读于那里的教会学校，后进入罗马天主教会的圣查尔斯·博罗梅奥神学院学习，1914年被授职。麦克纳利在加州大学洛杉矶分校继续进修物理和天文学，并于1926年在纽约福特汉姆大学获得天文学博士学位。此后成为纽约福坦莫大学和波士顿学院天文和物理系教员。1929年入选英国皇家天文学会会员。

## 乔治敦天文台台长
1928年，他受命接任爱德华 C. 菲利普斯牧师担任乔治敦大学天文台台长。 麦克纳利就此在乔治城大学利用相当初级的设备开始观测掩星并通过一具12寸的赤道架望远镜搜寻赫歇尔区域。此后，又添加了二台3罗斯型天体照相机，乔治敦天文台的研究重点主要是日食。 1932年，麦克纳利在缅因州弗赖堡拍摄了整个日食过程的照片，他的这一工作在伦敦摄影协会年会上受到表彰。他还参加了由美国国家地理学会赞助的1936年赴西伯利亚、1937年到坎敦岛和1940年在巴西帕图斯的日食观察。

## 行政管理
二战爆发后，麦克纳利负责勾通协调乔治城大学理工系与美国政府所有涉及战事方面的工作。
由于他出色的工作，1945年被任命为乔治城大学一所新建医学院的首席筹款人，不久成为该学院副校长，1946年升任为院长。

## 疾病和去世
1952年麦克纳利开始出现冠状动脉疾病症状，并第一次突发了心肌梗塞。因此，他不得不辞去院长一职，由弗朗西斯·迈克尔·福斯特接任。
1955年3月4日麦克纳利在组织乔治敦大学物理系一个研究生课程项目中，因心脏病发作而不幸去世，享年64岁。
月球上的麦克纳利陨石坑就是以他的名字命名的。

## 另请参阅
- 耶稣会科学家名单
- 罗马天主教科学家教士列表

## 备注
1. ↑  http://trees.ancestry.com/tree/48140494/person/12855981538
2. 1 2  Monthly Notices of the Royal Astronomical Society 1956; 116: 152-153.
3. ↑  science.landofffree.com/author/Paul_A_McNally (accessed 7-30-2012)
4. ↑  .   [2012年5月13日]. （原始内容存档于2012年5月15日）.
5. ↑  Titusville Herald (Titusville, Pennsylvania), March 5, 1955, p.1.